# Diolenius bicinctus
Diolenius bicinctus là một loài nhện trong họ Salticidae.
Loài này thuộc chi Diolenius. Diolenius bicinctus được Eugène Simon miêu tả năm 1884.